# Lan Phương
Nguyễn Lan Phương (sinh ngày 5 tháng 3 năm 1983), thường được biết đến với nghệ danh Lan Phương, là một nữ diễn viên kiêm người dẫn chương trình người Việt Nam.

## Tiểu sử và sự nghiệp

### 1983 - 2004: Tuổi thơ
Lan Phương quê gốc Thanh Trì, sinh tại Hà Nội. Lớp 1 cô học ở trường phổ thông Quỳnh Mai - Hà Nội. Bố Lan Phương dành hơn 10 năm học tập và làm việc tại Liên Xô cũ. Năm 1990 Lan Phương và mẹ sang Liên Xô sống cùng bố trong 1 năm. Lan Phương có thể đọc và nói một chút tiếng Nga. Mẹ Lan Phương có thai em trai của cô bên Nga.
Về lại Việt Nam năm 1991, Lan Phương tiếp tục việc học lớp 2, lớp 3 ở trường phổ thông Thanh Trì. Em trai cô ra đời vào ngày 4 tháng 3 cùng năm.
Năm lớp 4 gia đình cô chuyển nhà và cô học lớp 4 tại trường Phổ thông cơ sở Vĩnh Tuy - Hà Nội. Lan Phương cùng mẹ thi Mẹ duyên dáng con khỏe ngoan của thành phố Hà Nội và đạt giải nhì, riêng Lan Phương đạt giải tài năng. Lúc 10 tuổi, cô theo gia đình vào Vũng Tàu. Cô học lớp 5 tại trường phổ thông cơ sở Nguyễn Thái Học - Vũng Tàu. Cấp 2 cô học tại trường THCS Nguyễn An Ninh, và rất nổi tiếng tại trường vì múa đẹp.
Cấp 3, cô học chuyên Anh tại trường chuyên Lê Quý Đôn. Cô là học sinh giỏi suốt 12 năm liền và luôn là học sinh tài năng với khả năng diễn kịch và múa trong các hội diễn của trường, Lan Phương tự thành lập nhóm từ thiện Bồ Câu Xanh suốt những năm phổ thông, nhóm quyên góp sách báo cũ cho các em học sinh nghèo, mở lớp học tình thương, thăm hỏi gia đình bà mẹ Việt Nam anh hùng, tổ chức trung thu, năm mới cho các em nhỏ bán dạo ở biển Vũng Tàu. Từ năm 11 tuổi đến 17 tuổi Lan Phương là diễn viên múa chính của nhà thiếu nhi Vũng Tàu.
Không lâu sau khi tốt nghiệp cấp 3, Lan Phương lên Thành phố Hồ Chí Minh để đi học, cô cùng lúc thi đỗ, học và tốt nghiệp Khoa kinh tế đối ngoại Trường Đại học Ngoại thương và khoa Diễn viên của trường Cao đẳng Sân khấu - Điện ảnh Thành phố Hồ Chí Minh.
Các năm đại học Lan Phương gắn liền với các mái ấm tình thương, các lớp học tình thương như Trung tâm bảo trợ trẻ em mồ côi và tàn tật Christina Noble, mái ấm khiếm thị Nhật Hồng, lớp tình thương phường 9, quận Phú Nhuận...

### 2004 - nay: Sự nghiệp thăng hoa
Năm 1998 và 2008, Lan Phương là đại sứ hòa bình của Việt Nam tại Fukuoka, Nhật Bản (Do APCC - Nhật Bản bình chọn).
Năm 2003, Lan Phương có vai diễn đầu tiên trong tác phẩm kịch Trăng trong mây tại Nhà hát kịch thành phố. Năm 2004, cô tiếp tục bén duyên với điện ảnh qua tác phẩm "Người trong gia đình".
Liên tục các năm sau đó, cô gây ấn tượng với nhiều tác phẩm điện ảnh, truyền hình như Cô tiên xanh, Nữ bác sĩ, Cô gái xấu xí, Những thiên thần áo trắng... Không những vậy, nữ diễn viên cũng hoạt động song song ở sân khấu kịch với nhiều tác phẩm như Người và dã thú, Hạc chiều, Romeo & Julliet, Người nhà quê, Cả nhà thương nhau...
Năm 2004, tham gia giảng dạy chuyên đề 'Tâm lý nhân vật' tại Trường Ðiện ảnh Quốc tế Sài Gòn.
Trong gameshow Gương mặt thân quen nhí, Lan Phương đã hát bài Kachiusa bằng tiếng Nga.
Đến nay cô đã gặt hái được nhiều thành công trong sự nghiệp. Hiện cô đang tiếp tục tham gia đóng vai trong nhiều bộ phim truyền hình nổi tiếng của Việt Nam và đạt được nhiều giải thưởng danh giá.

## Hoạt động xã hội

### Sứ giả thiếu nhi Hội nghị trẻ em Châu Á - Thái Bình Dương
Năm 1998 cô được nhà thiếu nhi Vũng Tàu và TP Vũng Tàu chọn làm sứ giả thiếu nhi để tham dự Hội nghị trẻ em châu Á - Thái Bình Dương (Asian - Pacific Children's Convention) tại Fukuoka, Nhật Bản. Chuyến đi này khởi đầu cho các mối duyên của cô với nước Nhật. Năm 2015, cô trở lại Fukuoka, sau đó đến các đảo Ooshima và Okinoshima của thành phố Munakata để tham gia những sự kiện văn hóa, du lịch và xã hội với các đoàn đại diện đến từ nhiều nước.

### Đại biểu tàu Thanh Niên Đông Nam Á "SSEAYP 2009"
Năm 2009, Lan Phương là đại biểu tham gia hành trình trên tàu Thanh Niên Đông Nam Á "SSEAYP 2009" do chính phủ Nhật tổ chức. Đây là chương trình giao lưu thanh niên ở khu vực với sự tham gia của 10 nước ASEAN và Nhật Bản . Các đại biểu tham gia đã có chuyến đi dài từ nước này sang nước khác để dự các hoạt động thảo luận nhóm, giới thiệu những nét văn hóa đặc sắc của từng đất nước và tổ chức các "Ngày quốc gia" gồm triển lãm và biểu diễn văn nghệ. Tại các nước tàu đến thăm, đoàn đại biểu đã tham quan, giao lưu với thanh niên địa phương... Chủ đề thảo luận của Lan Phương trong chuyến đi này là Cross-cultural understanding (Thấu hiểu sự giao thoa của các nền văn hóa).

### Sứ giả thiện chí của JICA Vietnam
Năm 2015, cô cùng JICA thực hiện 3 video nâng cao nhận thức của người dân về nạn buôn bán người. Cô có nhiều chuyến công tác cùng JICA Vietnam đến thăm các nạn nhân buôn bán người ở An Giang, thăm trung tâm sản xuất vacxin Polyvac đầu tiên của Việt Nam, thăm metro tại TP HCM, tổ chức cuộc thi vẽ tranh cho các em thiếu nhi dân tộc miền núi ở Xín Mần - Hà Giang...

### Đại sứ du lịch danh dự của thành phố Munakata, Nhật Bản
Từ năm 2016 đến nay, Lan Phương là đại sứ du lịch danh dự của thành phố Munakata, Nhật Bản, giúp thành phố quảng bá về văn hóa, du lịch, đặc biệt là tổ hợp đền thờ Munakata Taisha và khu đồi mộ cổ Shimbaru-Nuyama.

### Cố vấn chuyên môn "Hành trình lột xác"
Năm 2019, Lan Phương đảm nhiệm vai trò giám khảo và cố vấn chuyên môn của chương trình thiện nguyện "Hành trình lột xác", giúp các thí sinh thay đổi ngoại hình và có cơ hội tỏa sáng.

## Đời tư
Nhờ nhan sắc xinh đẹp và tính cách cởi mở, Lan Phương từng trải qua nhiều mối tình lãng mạn trước khi kết hôn. Cô công khai 4 chàng trai, đều là người ngoại quốc, đó là: bạn trai Brunei Kevin Lo Jin Song, bạn trai người Mỹ Phillips, bạn trai người Đức Stefan Pfinsttag và ông xã người Anh David Duffy.
Năm 2018, Lan Phương kết hôn với anh David Duffy (người Anh), sinh sống và làm việc trong ngành khách sạn tại Hà Nội, cũng từ đây cô trở về thủ đô sinh sống. Cô cùng chồng có 2 con gái : Lina Linh Duffy sinh ngày 15 tháng 5 năm 2018 và Mia Mai Duffy sinh ngày 5 tháng 3 năm 2024. Sau 7 năm kết hôn, cô cho biết cô nộp đơn xin ly hôn từ tháng 5/2025.

## Danh sách phim

### Phim truyền hình
| Năm  | Tựa phim                                     | Vai diễn           | Kênh          | Chú Thích             |
| ---- | -------------------------------------------- | ------------------ | ------------- | --------------------- |
| 2004 | Người trong gia đình                         | Thu                | VTV3          |                       |
| 2004 | Hướng nghiệp                                 | O Sin              | HTV9          |                       |
| 2005 | Cô tiên xanh                                 | Cô tiên xanh       |               |                       |
| 2005 | Học tiếng Việt và tìm hiểu đất nước Việt Nam | Chính mình         | NHK           | Chương trình của Nhật |
| 2007 | Nữ bác sĩ                                    | Thiên Hương        | HTV9          |                       |
| 2008 | Cô gái xấu xí                                | Mai Lan            | VTV3          |                       |
| 2009 | Những thiên thần áo trắng                    | Vằn                | VTV3          |                       |
| 2010 | Những đứa con biệt động Sài Gòn              | Diệu Linh          | VTV1          |                       |
| 2010 | Chuyện chung cư                              | Trinh              |               |                       |
| 2010 | Cô út quá lứa                                | Ngọc Lan           |               |                       |
| 2010 | Những nàng công chúa nổi tiếng               | Tiểu Liên          | THVL1         |                       |
| 2011 | The Dream Hotel                              | Frau Nguyen        |               |                       |
| 2011 | Hoa hồng không dành cho em                   | Thùy Hạnh          | VTV9          |                       |
| 2012 | Kẻ dối trá chân tình                         | Thảo Vy            | VTV9          |                       |
| 2012 | Giành lại tình yêu                           | Hoài Thư           | VTVCab 5      |                       |
| 2012 | Làn môi trong mưa                            | Ngọc Quỳnh         | VTV1          |                       |
| 2012 | Trở về 2                                     | Angel Thy          | HTV7          |                       |
| 2012 | 365 ngày để yêu                              | Mai                |               |                       |
| 2013 | Em đẹp em có quyền                           | Hiền               | HTV7          |                       |
| 2013 | Váy hồng tầng 24                             | Quỳnh Đỗ           | VTV3          |                       |
| 2013 | Người cộng sự - The Partner                  | Liên               | VTV3          |                       |
| 2013 | Tìm hiểu đất nước Việt Nam                   | Chính mình         | NHK           | Chương trình của Nhật |
| 2014 | Bếp của mẹ                                   | Giang              | K+1           |                       |
| 2014 | Bên lề tội ác                                | Đông Vy            | THVL1         |                       |
| 2014 | Nhà không có mẹ chồng                        | Kim Anh            | HTV7          |                       |
| 2014 | 2 trong 1                                    | Éc                 |               |                       |
| 2015 | Ông trùm                                     | Như Kiều           | THVL1         |                       |
| 2015 | Tỷ phú tưng                                  | Diễm               | HTV7          |                       |
| 2015 | Làm dâu                                      | Thanh Loan         | VTV Cần Thơ 1 |                       |
| 2015 | Trận đồ bát quái                             | Duyên              | THVL1         |                       |
| 2016 | Phía sau tội ác                              | Thùy Linh          | THVL1         |                       |
| 2016 | Lời nói dối ngọt ngào                        | An                 | VTV1          |                       |
| 2016 | Nhảy cùng ước mơ                             | Trang              | HTV9          |                       |
| 2016 | Nó là con tôi                                | Yến Vân            | SCTV14        |                       |
| 2016 | Yêu là phải lấy                              | Hằng               | VTV3          | Phim sitcom           |
| 2017 | Nhật Ký vợ chồng son                         | Nhã                | HTV7          |                       |
| 2017 | Đẹp không cần ghen                           | Vân                |               | Web Drama             |
| 2017 | Một nửa nanh cọp                             | Uyên Lam           | TodayTV       |                       |
| 2017 | Những nàng bầu hành động                     | Hồng Lam           | THVL1         |                       |
| 2017 | Cả một đời ân oán                            | Diệu               | VTV3          |                       |
| 2018 | Đánh tráo số phận                            | Phượng Yo          | VTV1          |                       |
| 2018 | Mẹ ơi, bố đâu rồi?                           | Dì Hạnh            | VTV3          |                       |
| 2019 | Nàng dâu order                               | Hoàng Yến/Lam Lam  | VTV3          |                       |
| 2020 | Tình yêu và tham vọng                        | Khách dự đám cưới  | VTV3          | Khách mời             |
| 2020 | Trói buộc yêu thương                         | Dung               | VTV3          |                       |
| 2020 | Yêu lại từ đầu                               | Dung               |               | Web Drama             |
| 2020 | 365 ngày để yêu                              | Mai                | TodayTV       |                       |
| 2020 | Nhất gia bách truyện                         | Jenny              | VTV9          |                       |
| 2020 | Cảnh sát hình sự: Hồ sơ cá sấu               | Lan                | VTV3          |                       |
| 2021 | Ân oán tình thù                              | Phương Trang       | VTVCab 10     |                       |
| 2021 | Thương ngày nắng về                          | Lê Vân Khánh       | VTV3          |                       |
| 2023 | Gia đình mình vui bất thình lình             | Hoàng Trần Ngọc Hà | VTV3          |                       |
| 2023 | Tết ở làng địa ngục                          | Thập Nương         | K+CINE        |                       |
| 2025 | Đồng hồ đếm ngược                            |                    | VTV3          |                       |

### Phim điện ảnh
| Năm  | Tựa                         | Vai diễn          | Chú thích |
| ---- | --------------------------- | ----------------- | --------- |
| 2012 | Scandal: Bí mật thảm đỏ     | Hương             |           |
| 2014 | Cô dâu đại chiến 2          | Ngọc              |           |
| 2014 | Scandal: Hào quang trở lại  | Hương             |           |
| 2015 | Già gân, mỹ nhân và găng tơ | Bà Hương          |           |
| 2017 | Cô gái đến từ hôm qua       | Hường             |           |
| 2018 | Tháng năm rực rỡ            | Linh Lan          |           |
| 2018 | Ống kính sát nhân           | Nhân tình của Tốn |           |
| 2021 | Bố già                      | Ánh               |           |
| 2023 | Kẻ ăn hồn                   | Thập Nương        |           |

### Kịch đã đóng
| Năm         | Kịch                                                                                               | Vai diễn                    | Đóng chung               | Ghi chú                                                      |
| ----------- | -------------------------------------------------------------------------------------------------- | --------------------------- | ------------------------ | ------------------------------------------------------------ |
| 2003        | Trăng trong mây                                                                                    | cô gái ăn sương             | Đình Toàn                |                                                              |
| 2003        | Cuộc phiêu lưu của những bức thư tình                                                              | Châu                        | Lê Khánh                 |                                                              |
| 2003        | Phiên tòa                                                                                          | Người mẹ                    |                          |                                                              |
| 2003        | Người và dã thú                                                                                    | Cô gái dạy hổ               |                          |                                                              |
| 2004        | Câu chuyện ở Ierkut                                                                                | Valia                       |                          |                                                              |
| 2005        | Hạc chiều                                                                                          | nàng tiên hạc TSU           | Nam Trung                | lưu diễn ở Tokyo                                             |
| 2006        | Romeo & Julliet                                                                                    | Julliet                     |                          |                                                              |
| 2006        | Huyền thoại cuộc sống                                                                              | Nàng thiếu nữ               |                          |                                                              |
| 2006        | Người nhà quê                                                                                      | Ánh                         | Thái Hòa                 |                                                              |
| 2007        | Summer and smoke                                                                                   | Alma                        |                          |                                                              |
| 2007        | "Đêm hội đọc sách"                                                                                 | Người đọc sách              | Ariel Garcia Valdes      |                                                              |
| 2007        | các vở kịch : Xóm gà, Chưa yêu sao hiểu được, Người chồng bất đắc dĩ, Cả nhà thương nhau, Trinh nữ | các nhân vật khác nhau      | Quyền Linh               |                                                              |
| 2008 – 2009 | Kỹ nghệ lấy tây                                                                                    | Suzan                       | Hồng Vân, Bình Minh      | diễn tại Los Angeles, Mỹ                                     |
| 2009        | Mẹ và người tình                                                                                   | Thu                         | Hồng Vân, Đức Hải        | diễn tại nhà hát lớn Hà Nội                                  |
| 2010        | Ngựa người - người ngựa (tiếng Anh)                                                                | Cô gái bán hoa              | Trấn Thành               | diễn bằng tiếng Anh                                          |
| 2010        | Xin lỗi em chỉ là con đĩ                                                                           | Hạ Âu                       | Quý Bình                 |                                                              |
| 2010        | Giếng lạ                                                                                           | Xuyến                       |                          |                                                              |
| 2010        | Mài dao dạy mẹ                                                                                     | con dâu                     | Hồng Vân, Đức Hải        |                                                              |
| 2011        | Đại tướng Võ Nguyên Giáp và bản giao hưởng Điện Biên                                               | Galard - nữ y tá người Pháp | Phùng Tiến Minh, Công Lý |                                                              |
| 2011        | The importance of being Earnest                                                                    | Gwendolen Fairfax           |                          | diễn bằng tiếng Anh                                          |
| 2011        | Bỉ vỏ                                                                                              | Tám Bính                    |                          |                                                              |
| 2012        | Làm đĩ                                                                                             | Sen                         |                          |                                                              |
| 2012        | The little prince                                                                                  | the little prince           |                          | diễn bằng tiếng Anh lưu diễn tại liên hoan sân khấu Thái Lan |
| 2013        | Les dangerous liasons                                                                              | Madame de Tourvel           |                          | diễn bằng tiếng Anh                                          |
| 2014        | Số đỏ                                                                                              | Phó Đoan                    |                          |                                                              |
| 2015        | Xóm trọ 3D                                                                                         | Na                          |                          |                                                              |
| 2016        | Visa                                                                                               | Lim                         |                          |                                                              |
| 2016 – 2017 | Thiên thần nhỏ của tôi                                                                             | Hồng Hoa (lớn)              |                          | Lan Phương dàn dựng kịch và là diễn viên chính               |

### Chương trình truyền hình
| Năm         | Chương trình                               | Vai trò                       | Chú thích                      |
| ----------- | ------------------------------------------ | ----------------------------- | ------------------------------ |
| 2009        | Christina Noble Children's Foundation      | Dẫn chương trình/Hằng Nga     |                                |
| 2010 - 2015 | Hành trình kết nối những trái tim          | Dẫn chương trình              |                                |
| 2012        | Về trường                                  | Dẫn chương trình              |                                |
| 2013        | Tài tiếu nguyệt                            | Nhiều vai diễn                |                                |
| 2015        | Hướng về Biên giới - Biển Đảo Tổ Quốc 2015 | Trùng Dương                   |                                |
| 2016        | GALA cười                                  | Phương                        | Diễn tại Praha, cộng hòa Czech |
| 2016        | Ai là triệu phú                            | Người chơi                    |                                |
| 2016        | Danh hài đất việt                          | Hằng Nga                      | Vở "Táo Quân kỳ cục án"        |
| 2016        | Diêm vương xử án                           | Mỹ Nhân                       | Vở "Di tản Diêm Vương Diện"    |
| 2019        | Nhanh như chớp                             | Người chơi                    |                                |
| 2019        | Ơn giời cậu đây rồi                        | Khách mời                     |                                |
| 2020        | Chúng tôi - chiến sĩ                       | Khách mời                     |                                |
| 2021        | Nhà Hát của những giấc mơ                  | Hoàng hậu, phù thủy và bà lão |                                |
| 2021        | Đường tới cầu vồng                         | Huấn luyện viên               |                                |
| 2022        | Cuộc hẹn cuối tuần                         | Khách mời                     |                                |
| 2022        | Ký ức vui vẻ                               | Khách mời                     |                                |
| 2022        | Chữ V diệu kỳ                              | Khách mời                     |                                |
| 2022        | Alo English                                | Khách mời                     |                                |
| 2022        | Thử thách lớn khôn mùa 2                   |                               |                                |
| 2023        | Hãy yêu nhau đi                            | Khách mời                     |                                |
| 2023        | Super Junior - chương trình tiếng anh      | Dẫn chương trình              |                                |
| 2023        | Khi phụ nữ làm chủ                         | Thành viên ban giám khảo      |                                |
| 2024        | Khách sạn 5 sao                            | Khách mời                     |                                |
| 2025        | Đẹp +84                                    | Trưởng toa                    |                                |

## Ca nhạc, múa và trình diễn thời trang
- 2010: Biểu diễn tiết mục múa đơn "Tiếng gọi nơi hoang dã" trong chương trình Sức sống mới, Đài truyền hình Cần Thơ. Múa đơn minh họa cho chủ đề "Mưa hồng" trong chương trình Thay lời muốn nói, Đài Truyền hình Thành phố Hồ Chí Minh.
- 2011: Múa vũ điệu Hula truyền thống của người dân đảo Hawaii trong chương trình "Tìm bạn tâm giao", Đài Truyền hình Thành phố Hồ Chí Minh. Múa đơn minh họa cho ca khúc "Lắng nghe mùa xuân về", chương trình truyền hình Thay lời muốn nói. Vai chính minh họa cho các video clip (album DVD): "Sóng" và "Bất chợt một tình yêu".
- 2012: Múa hát ca khúc "Qua cầu gió bay" trong chương trình Giai điệu tháng 5 tại Nhà hát Bến Thành, Thành phố Hồ Chí Minh. Hát ca khúc "Khúc hát màu xanh" trong chuyên mục "Người nổi tiếng", chương trình truyền hình Thế giới Văn hóa, Thành phố Hồ Chí Minh.
- 2013: Múa đơn minh họa ca khúc "Về đây nghe em" trong Gala "Ngày trở về", Đài truyền hình Việt Nam. Múa biểu diễn nhạc phẩm "Lan Phương - Đóa hoa lan của Việt Nam" (do nghệ sĩ Nhật Bản Matushima Yoshio sáng tác, và do chính Lan Phương biên đạo múa) trong buổi hòa nhạc "Hồn Việt" tại Nerima-ku shogai gakusei Center, Tokyo, Nhật Bản. Tham gia biểu diễn trích đoạn "The Nicest Kids in Town" của vở diễn "Hairspray" (keo xịt tóc) trong đêm nhạc kịch Broadway tại Nhạc viện Thành phố Hồ Chí Minh, do nghệ sĩ người Mỹ Michael Parks Masterson biên đạo.
- 2013 - 2014: Hát ca khúc "Bông hoa duy nhất trên thế giới" (tên tiếng Nhật là "Sekai ni hitotsu dake no hana") cho phần 'Học hát tiếng Nhật cùng mọi người' trong buổi giao lưu giữa Đài phát thanh NHK và các bạn trẻ Việt Nam. Chương trình được tổ chức tại Trung tâm Việt Nhật tại Thành phố Hồ Chí Minh, có tên gọi là "Cùng thưởng thức các bài hát Nhật Bản". Múa đương đại vở nhạc kịch Góc tối trong chương trình truyền hình Bài hát Việt.
- 2015: Lan Phương là diễn viên múa trong vở nhạc kịch "Nhà là nơi...", và đã gây ấn tượng cho nhiều người xem khi mang vũ điệu và các động tác múa của vũ công lên sân khấu. Cũng trong năm 2015, cô đã tham gia chương trình Gương mặt thân quen Nhí với vai trò huấn luyện viên và cùng hát với bé Minh Khang.
- 2015 - 2016: Thực hiện Clip ca nhạc Jingle Bell Rock (Giáng sinh trong mơ), do cô viết kịch bản, làm đạo diễn phim, thể hiện bài hát và biểu diễn minh họa.
- 2016: Trình bày các ca khúc 'Lemon tree' (cây chanh), Sakura (Hoa anh đào, bài hát tiếng Nhật) và "Maybe I love you" lời Việt và Anh trong 02 lần phát sóng chương trình "Bữa trưa vui vẻ", kênh VTV6 Đài truyền hình Việt Nam.
- 2016 - 2017: Dẫn chương trình series truyền hình "Nhạc hội song ca" (phiên bản Việt của cuộc thi âm nhạc Hàn Quốc "Duet Song Festival"). Hát và giao lưu với các chiến sĩ, đồng thời dẫn chương trình "Mùa xuân biển đảo" lần thứ 5 tổ chức tại căn cứ quân sự Cam Ranh (Khánh Hòa). Tháng 5 năm 2017, Lan Phương là giám khảo cuộc thi "Liên hoan Dân vũ - nhảy cổ động" dành cho sinh viên các trường Công an nhân dân.
- 2017: Cô là thành viên Ban Giám khảo và hát trong chương trình "Giao lưu văn nghệ mừng xuân" và "Hoa khôi sinh viên" tại Cần Thơ, cũng như đảm nhiệm vai trò MC công bố và trao giải cho các sinh viên xuất sắc.
- 2018: Trình bày ca khúc Katyusha (bài hát) bằng tiếng Nga trong chương trình "Đêm tiệc cùng sao", Đài Truyền hình Việt Nam.
- 2019: Trình diễn trang phục trong Tuần lễ Thời trang Quốc tế Việt Nam Aquafina, Hà Nội.
- 2020: Trình diễn trang phục dạ hội chủ đề "Thanh Xuân" trong show diễn Thời trang Việt Nam ngày 18/07/2020 tại Hà Nội. Hát ca khúc "Nhỏ ơi" trong chương trình truyền hình Bữa Trưa Vui Vẻ, Đài truyền hình Việt Nam.
- 2022: Trình diễn trang phục trong Tuần lễ Thời trang Quốc tế Việt Nam tại Hà Nội.
- 2024: Trình diễn trang phục trong Tuần lễ Thời trang Quốc tế Việt Nam Aquafina tại Hà Nội.

## Thành tích

### Giải thưởng và đề cử
| Năm  | Giải Thưởng          | Hạng Mục                                            | Tác Phẩm Đề Cử                            | Kết Quả   |
| ---- | -------------------- | --------------------------------------------------- | ----------------------------------------- | --------- |
| 2007 | HTV Awards           | Nữ diễn viên phụ xuất sắc nhất                      | Nữ bác sĩ                                 | Đề cử     |
| 2011 | Cánh Diều Vàng       | Nữ diễn viên chính xuất sắc phim truyện truyền hình | Những đứa con biệt động Sài Gòn           | Đề cử     |
| 2013 | HTV Awards           | Nữ diễn viên phụ xuất sắc nhất                      | Trở về 2                                  | Đề cử     |
| 2016 | Giải Ngôi Sao Xanh   | Nữ diễn viên truyền hình xuất sắc nhất              | Trận đồ bát quái                          | Đề cử     |
| 2016 | Giải Ngôi Sao Xanh   | Nữ diễn viên truyền hình được yêu thích nhất        | Trận đồ bát quái                          | Đề cử     |
| 2017 | Giải Ngôi Sao Xanh   | Nữ diễn viên truyền hình xuất sắc nhất              | Một nửa nanh cọp                          | Đề cử     |
| 2017 | Giải Ngôi Sao Xanh   | Nữ diễn viên truyền hình được yêu thích nhất        | Một nửa nanh cọp                          | Đề cử     |
| 2018 | VTV Awards           | Diễn viên nữ Ấn tượng                               | Cả một đời ân oán                         | Đoạt giải |
| 2018 | Ngôi sao của năm     | Ngôi sao Phim ảnh                                   | Bản thân                                  | Đoạt giải |
| 2020 | Cánh Diều Vàng       | Nữ diễn viên phụ xuất sắc phim truyện truyền hình   | Trói buộc yêu thương                      | Đề cử     |
| 2022 | DAN Movie & TV Picks | Cặp đôi ăn ý được cộng đồng mạng yêu thích          | Thương ngày nắng về (cùng NSƯT Thanh Quý) | Đề cử     |
| 2022 | DAN Movie & TV Picks | Nữ chính được cộng đồng mạng yêu thích              | Thương ngày nắng về                       | Đề cử     |
| 2023 | VTV Awards           | Diễn viên nữ ấn tượng                               | Gia đình mình vui bất thình lình          | Đề cử     |
| 2023 | Ngôi sao của năm     | Hot Mom của năm                                     | Bản thân                                  | Đề cử     |

### Chương trình truyền hình / Cuộc thi tài năng

#### Quốc tế
| Năm  | Giải Thưởng                 | Hạng Mục                            | Kết Quả   |
| ---- | --------------------------- | ----------------------------------- | --------- |
| 2013 | Masquerade Ball of the year | Danh hiệu Mystic Queen of the Night | Đoạt giải |

#### Việt Nam
| Năm  | Giải Thưởng                                           | Hạng Mục                                              | Kết Quả   |
| ---- | ----------------------------------------------------- | ----------------------------------------------------- | --------- |
| 2002 | Cuộc thi Biểu diễn tài năng nghệ thuật múa toàn quốc  | Diễn viên xuất sắc                                    | Đoạt giải |
| 2004 | Liên hoan ca múa nhạc các trường nghệ thuật toàn quốc | Diễn viên xuất sắc nhất                               | Đoạt giải |
| 2005 | Liên hoan Giai điệu quê hương                         | Giải nhất múa đơn                                     | Đoạt giải |
| 2009 | Hội diễn sân khấu kịch chuyên nghiệp toàn quốc        | Huy chương vàng (vai Thu, vở kịch "Mẹ và người tình") | Đoạt giải |
| 2012 | Hội diễn sân khấu kịch chuyên nghiệp toàn quốc        | Huy chương vàng (vai Sen, vở kịch "Làm đĩ")           | Đoạt giải |
| 2013 | Bước nhảy hoàn vũ                                     | Giải đồng                                             | Đoạt giải |
| 2015 | Gương mặt thân quen Nhí                               | Giải phụ Cặp thí sinh nỗ lực nhất                     | Đoạt giải |

## Các hoạt động giao lưu và hợp tác quốc tế
Năm 2009, Lan Phương là đại biểu tham gia hành trình trên tàu Thanh Niên Đông Nam Á "SSEAYP 2009" do chính phủ Nhật tổ chức. Đây là chương trình giao lưu thanh niên ở khu vực với sự tham gia của 10 nước ASEAN và Nhật Bản . Các đại biểu tham gia đã có chuyến đi dài từ nước này sang nước khác để dự các hoạt động thảo luận nhóm, giới thiệu những nét văn hóa đặc sắc của từng đất nước và tổ chức các "Ngày quốc gia" gồm triển lãm và biểu diễn văn nghệ. Tại các nước tàu đến thăm, đoàn đại biểu đã tham quan, giao lưu với thanh niên địa phương... Chủ đề thảo luận của Lan Phương trong chuyến đi này là Cross-cultural understanding (Thấu hiểu sự giao thoa của các nền văn hóa).
Năm 2011, Lan Phương tham gia chuyến hải trình trên du thuyền Nivea Blue Boat tại Hamburg (Đức) cùng với hơn 3.000 đại diện đến từ 50 quốc gia. Tại đây cô đã gặp gỡ nhiều người đến từ khắp nơi trên thế giới và đã tham gia các buổi hội thảo với sự góp mặt của các chuyên gia sắc đẹp đến từ Hamburg & Berlin. Sau đó, Lan Phương được Tổng Lãnh sự quán Mỹ tại Thành phố Hồ Chí Minh mời đến Mỹ tham dự chương trình chủ đề "Promoting social change through the arts" (tạm dịch: Thúc đẩy thay đổi xã hội qua các dự án nghệ thuật). Cô và đại diện đến từ các nước đã lưu lại nhiều nơi tại Mỹ như: Washington DC, New York, Texas và Hawaii để có những trải nghiệm về cuộc sống, con người, văn hóa và nghệ thuật cộng đồng........ tại những nơi đoàn đã đi qua.
Năm 2013, cô đến Tokyo (Nhật Bản) vào tháng 2 và sau đó vào tháng 5 và tháng 6 để biểu diễn múa, đóng phim, đồng thời tham gia họp báo phim, giao lưu văn hóa nghệ thuật. Bên cạnh đó, cô diễn xuất và làm hướng dẫn viên cho chuỗi phim (32 tập) quảng bá du lịch, ẩm thực, văn hóa Việt Nam kết hợp dạy tiếng Anh do đài truyền hình NHK - Nhật Bản thực hiện.
Năm 2014 và 2015, cô tham gia các chương trình truyền hình thực tế tại Sapporo - Hokkaido. Từ tháng 6 năm 2015, Lan Phương là sứ giả thiện chí của tổ chức JICA (Cơ quan Hợp tác Quốc tế Nhật Bản), tổ chức đã và đang triển khai nhiều dự án ODA (dự án Hỗ trợ phát triển chính thức) của chính phủ Nhật trong phát triển kinh tế - xã hội Việt Nam. Cô đã cùng với JICA có nhiều chuyến công tác để gửi đi thông điệp về các hoạt động xã hội và thiện nguyện.
Năm 2016, cũng trong vai trò sứ giả, Lan Phương đã có buổi gặp gỡ và trao đổi với Tổng lãnh sự Anh Quốc tại Thành phố Hồ Chí Minh, trong sự kiện "Chiến dịch GREAT Food & Drinks", nhằm mục đích giới thiệu hình ảnh, tạo nguồn cảm hứng và tình yêu đối với ẩm thực của xứ sở sương mù. Tháng 5 năm 2016, với tư cách là thành viên trong tổ chức YSEALI (Sáng kiến các nhà lãnh đạo trẻ Đông Nam Á) của Bộ ngoại giao Mỹ, cô được mời tham dự buổi nói chuyện cùng tổng thống Mỹ Obama khi ông đến Thành phố Hồ Chí Minh trong lịch trình của chuyến thăm Việt Nam. Tháng 9 cùng năm, trong khuôn khổ chương trình Giao lưu Việt - Nhật của Đài truyền hình Việt Nam, Lan Phương đã đến Nhật Bản và có những trải nghiệm về nghệ thuật truyền thống, về ẩm thực, về quy trình ứng dụng các sáng kiến kỹ thuật...... tại Awajishima (Awaji (đảo) nằm ở tỉnh Hyōgo (thuộc vùng Kinki trên đảo Honshu), tại thành phố Tokushima (thuộc vùng Shikoku) và sau đó là cố đô Kyoto. Tháng 11 năm 2016, cô đã trở thành đại sứ danh dự của thành phố Munakata, Fukuoka, Nhật Bản. Trong vai trò mới này, Lan Phương giúp thành phố nói trên quảng bá về văn hóa, du lịch, đặc biệt là tổ hợp đền thờ Munakata Taisha và khu đồi mộ cổ Shimbaru-Nuyama, những nơi chính thức được công nhận là di sản văn hóa Thế giới vào ngày 09 tháng 7 năm 2017.
Năm 2017, với lời mời của Chủ tịch nước, Lan Phương đã tham dự buổi tiệc chiêu đãi cấp quốc gia đón tiếp Nhật hoàng Akihito và Hoàng hậu Michiko tại Phủ Chủ tịch, Hà Nội. Tháng 3 cùng năm, cô đến Seoul, Hàn Quốc để thực hiện và ghi hình chương trình "Nhạc hội song ca". Tháng 9 trong năm, Lan Phương đã có chuyến hành trình đặc biệt đến di sản Thế giới - hòn đảo Oshima (Nhật Bản), góp phần tạo mối quan hệ thân thiết giữa 2 nước Việt - Nhật, thông qua đó cô cũng đồng hành trong nhiều hoạt động cộng đồng giàu ý nghĩa. Tháng 10 cùng năm, cô là người dẫn chương trình cho lễ hội Oktoberfest tại Hà Nội, giới thiệu về các thức uống nổi tiếng của nước Đức, tổ chức dưới sự bảo trợ của Đại sứ quán Cộng hòa Liên bang Đức tại Việt Nam.
Năm 2018, cô sang đất nước hoa anh đào trong chuyến công tác quay hình và thực hiện phim để quảng bá hình ảnh tỉnh Ibaraki, Nhật Bản
Năm 2019, Lan Phương đảm nhiệm vai trò giám khảo và là cố vấn chuyên môn của chương trình 
thiện nguyện "Hành trình lột xác", giúp các thí sinh hoàn thiện về ngoại hình, diện mạo và có cơ hội tỏa sáng tài năng, tự tin thể hiện chính mình để mở ra cuộc sống mới, sự nghiệp mới. Chương trình có sự tham gia của hơn 200 y bác sĩ thẩm mỹ Việt Nam, Hàn Quốc và Thái Lan. Cũng trong năm 2019, cô là một trong 4 đại sứ của sự kiện từ thiện Mottainai (Tổ chức Tầm nhìn Thế giới - World Vision), chủ đề "Trao yêu thương - Nhận hạnh phúc" do báo Phụ nữ Việt Nam và Đại sứ quán Nhật Bản bảo trợ.